# Militärjuristische Akademie Sankt Petersburg
Die Militärjuristische Akademie Sankt Petersburg (russisch Александровская военно-юридическая академия/Alexandrowskaja wojenno-juriditscheskaja akademija) war eine Akademie der juristischen Ausbildung hauptsächlich für Offiziere der russischen Armee und Flotte.
Die Akademie wurde im Jahre 1867 in Sankt Petersburg gegründet und befand sich am mit anderen Militäreinrichtungen am Ufer des Moika-Kanals. Im Jahr 1908 wurde die Akademie nach ihrem Gründer Zar  Alexander II. in Militärjuristische Alexander-Akademie umbenannt. 
Im Jahre 1878, während des russisch-türkischen Krieges, wurde eine Ausbildungsreform zu einer Hochschulausbildung beschritten, mit einem dreijährigen Studium in drei Studiengängen. Seit 1880 wurden auch Offiziere aus Serbien und Bulgarien zum Studium zugelassen.
Bis 1882 wurden auch eine bestimmte Anzahl von Beamten zum Studium aufgenommen. 
Zu dieser Zeit war diese Akademie einzigartig auf der Welt. Der Lehrplan umfasste die Disziplinen der juristischen Fakultäten an den Universitäten und wurde durch die Lehre von den Militärgesetzen Russlands und anderer Länder erweitert. 

## Aufnahme
Der Aufnahme an die Akademie ging eine strenge Prüfung voraus. Bei einer jährlichen Zahl von achtzig Aufnahmeprüflingen wurden nur fünfzehn aufgenommen. An der Akademie lehrten die besten Professoren Russlands auf ihren Gebieten. Die Absolventen bekleideten u. a. die Laufbahn der Militärverteidiger und Militärstaatsanwälte.
Insgesamt wurden bis zur Auflösung der Akademie im Dezember 1917 etwa eintausend Studenten ausgebildet. 

## Referenzen
- Robert von Raupach: Russische Schatten. Aufzeichnungen. List, Leipzig 1939.